# خسرو پنجم
خسرو پنجم (به چینی: 俱羅) پسر بهرام هفتم و نوه یزدگرد سوم بود که در حدود یک سده بعد از حمله اعراب، از آسیای مرکزی نقشهٔ بازپس‌گرفتن ایران را در سر می‌پرورانید. کریستن سن نیز نوشته‌است: در سال ۷۲۸ یا ۷۲۹ میلادی خسرو نامی از اسلاف یزدگرد سوم با ترکان همدست شد تا پادشاهی را به دست آورد، اما به مقصود خود نرسید.

## اختلاف در نامیدن خسرو پنجم
روبرت گوبل، خسرو سوم را خسرو پنجم نامیده‌است و ملک ایرج مشیری نوشته‌است که احتمالاً گوبل در این مورد اشتباه کرده‌است، چون خسرو سوم اولین خسرویی است که بعد از خسرو دوم (خسرو پرویز) به سلطنت رسیده‌است.